# Microphis brevidorsalis
Microphis brevidorsalis es una especie de pez de la familia Syngnathidae en el orden de los Syngnathiformes.

## Morfología
Los machos pueden alcanzar 11,5 cm de longitud total.

## Reproducción
Es ovovivíparo y el macho transporta los huevos en una bolsa ventral, la cual se encuentra debajo de la cola.

## Hábitat
Es un pez demersal y de clima tropical.

## Distribución geográfica
Se encuentra en Indonesia, al oeste de las Islas Carolinas y al sureste de Fiyi.